# Slivilești
Slivilești es una comuna ubicada en el distrito de Gorj, Rumania.

## Superficie
Cuenta con una superficie de 61,49 kilómetros cuadrados.

## Demografía
Hasta 2021 la población era de 2780 habitantes, con una densidad de población de 45,21 habitantes por kilómetro cuadrado.